# Bilal Dervišević
Bilal (Biko) Dervišević (ur. w 1910 we wsi Bobovik w Sandżaku, zm. w 1987 w Adapazarı) – bośniacki żołnierz muzułmańskiej milicji Sandżaku, a następnie dowódca oddziału policji kolaboracyjnej w Novim Pazarze podczas II wojny światowej, turecki wojskowy (kapitan) podczas wojny koreańskiej.

## Życiorys
Jesienią 1940 został wraz ze swoim bratem Dervišem aresztowany i osadzony w więzieniu w Novim Pazarze. Wkrótce udało im się jednak zbiec na wolność. Po zajęciu Jugosławii przez wojska niemieckie w kwietniu 1941 powrócili w rodzinne strony. Wzięli udział w szeregach muzułmańskiej milicji pod koniec 1941 w krwawych walkach z serbskimi czetnikami, zaś od początku 1942 także z NOVJ. Bilal Dervišević pod koniec 1943 w Novim Pazarze został dowódcą 120-osobowego oddziału policji pomocniczej, podporządkowanej Niemcom.
Pod koniec 1944 terytorium Sandżaku zaatakowali partyzanci NOVJ z Czarnogóry i Serbii. Oddział B. Derviševicia rozbił część sił komunistycznych w Górach Jarut koło Tutina. Było to ostatnie zwycięstwo muzułmańskiej milicji, które nie zapobiegło klęsce. Po rozbiciu oddziału B. Dervišević ukrywał się wraz z bratem i 2 podkomendnymi w jaskiniach górskich koło rodzinnej wsi Bobovik. Udzielał im pomocy Demir Kljević, jeden z najbogatszych gospodarzy w okolicy. Po pewnym czasie postanowili przedostać się poprzez Kosowo i Macedonię do Grecji, a stamtąd do Turcji. Szli nocą, zaś dniem odpoczywali, aby uniknąć patroli NOVJ.
Obaj bracia zamieszkali w Adapazarı na wybrzeżu Morza Czarnego, gdzie istniała silna diaspora bośniacka. Założyli tam kawiarnię. Rząd SFR Jugosławii wystąpił do Turcji o ich wydanie jako zbrodniarzy wojennych, ale wniosek odrzucono. W 1950 Bilal Dervišević wstąpił do armii tureckiej, po czym wziął udział w wojnie koreańskiej. Został dowódcą pododdziału w batalionie tureckim, będącym częścią „wojsk ONZ” (podległych dowództwu USA). Awansował do stopnia kapitana. Po zakończeniu działań wojennych powrócił do Adapazarı.